# Andriej Czibisow
Andriej Aleksandrowicz Czibisow, ros. Андрей Александрович Чибисов (ur. 26 lutego 1993 w Prokopjewsku) – rosyjski hokeista, reprezentant Rosji, olimpijczyk.

## Kariera
- Szachtior Prokopjewsk (2010–2013)
- Tiumenski Legion (2013-2014)
- Rubin Tiumeń (2013-2015)
- Jugra Chanty-Mansyjsk (2014-2015)
- Ak Bars Kazań (2015-2027)
  -  Bars Kazań (2015, 2017)
- Mietałłurg Magnitogorsk (2017-2019)
- Winnipeg Jets (2020)
- Manitoba Moose (2019-2020)
- Mietałłurg Magnitogorsk (2020-2023)
- Traktor Czelabińsk (2023-)

Wychowanek Szachtiora Prokopjewsk. W barwach tej drużyny grał na trzecim poziomie rozgrywkowym. Od 2013 był zawodnikiem drużyn z Tiumeni w lidze juniorskiej MHL i w seniorskich rozgrywkach WHL, a od 2014 występował w Jugry w lidze KHL. Od października 2015 reprezentował Ak Bars Kazań, z którym w kwietniu 2017 przedłużył kontrakt o dwa lata. W październiku 2017 przeszedł do Mietałłurga Magnitogorsk. Wiosną 2019 podpisał roczny kontrakt wstępujący z kanadyjskim klubem Winnipeg Jets. W jego barwach zagrał w NHL dwa mecze w lutym 2020, a regularnie występował w sezonie 2019/2020 w lidze AHL w zespole farmerskim, Manitoba Moose. Latem 2020 powrócił do Mietałłurga. Od maja 2023 zawodnik Traktor Czelabińsk.
W barwach reprezentacji Rosyjskiego Komitetu Olimpijskiego uczestniczył w turnieju zimowych igrzysk olimpijskich 2022.

## Sukcesy
Reprezentacyjne
- Srebrny medal zimowych igrzysk olimpijskich: 2022

Klubowe
- Srebrny medal WHL: 2014 z Rubinem Tiumeń